# Bec de coral d'Etiòpia
El bec de coral d'Etiòpia (Pytilia lineata) és un ocell de la família dels estríldids (Estrildidae).

## Hàbitat i distribució
Habita sabanes amb herba alta a les terres altes de l'oest i centre d'Etiòpia.